# На дачі (оповідання)
«На дачі» (рос. На даче) — оповідання А. П. Чехова, вперше опубліковане у 1886 році.

## Історія публікації
Оповідання А. П. Чехова «На дачі» написане у 1886 році, вперше опубліковане в 1886 році в журналі «Будильник» № 20 від 25 травня з підписом А. Чехонте. Також друкувалося в 1899 році в ювілейному випуску журналу «Будильник». Печаткою оповідання в ювілейному збірнику «Будильника» Чехов був незадоволений, оскільки автору не була надіслана коректура.
За життя Чехова оповідання перекладалося фінською та чеською мовами.

## Сюжет
Дія оповідання відбувається на дачі. Одного разу дачник Павло Іванович Виходцев отримав листа з текстом: «Я вас люблю. Ви моє життя, щастя — все! Вибачте за освідчення, але страждати і мовчати немає сил. Прошу не взаємності, а жалю. Будьте сьогодні о восьмій вечора у старій альтанці… Ім'я своє підписувати вважаю зайвим, але не лякайтеся аноніма. Я молода, гарна собою… чого ж вам ще?»
Павло Іванович Виходцев, одержавши листа, не міг зрозуміти, хто б його міг написати, довго сумнівався, приходити на зустріч чи ні. Але все ж вирішив, що, оскільки, «любовь зла — полюбишь и козла», то варто сходити.
Його дружина стала випитувати у нього про його думки, і куди він збирається. Виходцев відповів, що вирішив прогулятися.
Зайшовши в альтанку, в якій була домовленість зустрітися, він виявив там брата своєї дружини, студента Дмитра (Митю), який жив у нього на дачі та мав там якісь свої справи. Вмовляння кожної із сторін піти з альтанки ні до чого не привели. Митя обмірковував в альтанці кандидатський твір, а Виходцеву в альтанці було прохолодно. Несподівано в альтанку заглянуло жіноче обличчя з кирпатим носиком, нахмурилось і зникло. Обидва вирішили, то це і була автор листа — вони посварилися і розійшлися.
За вечерею Павло Іванович і Митя мовчали, але тут дружина зізналася, то це вона написала листа, щоб вигнати всіх з дому і помити підлогу, поки нікого немає. Це повідомлення примирило суперників.